# Robert von Lieben

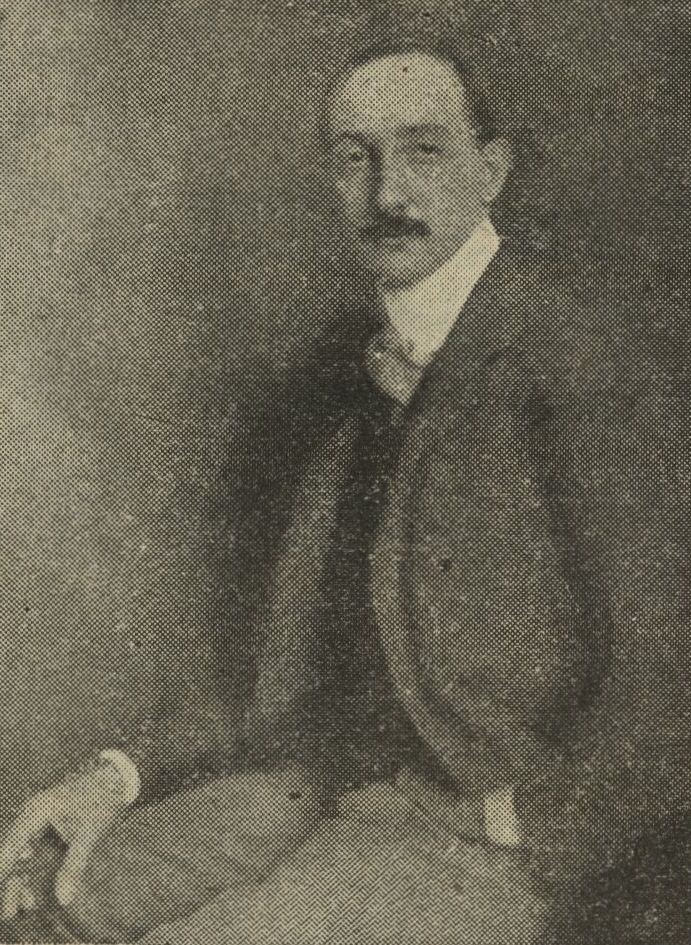
Robert Lieben

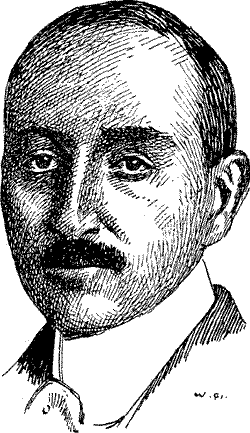
Robert von Lieben

Robert von Lieben (* 5. September 1878 in Wien, Österreich-Ungarn; † 20. Februar 1913 ebenda) war ein österreichischer Physiker. Er erfand die Lieben-Röhre, die erste Elektronenröhre mit Verstärkerwirkung, die nicht nur den Aufbau des deutschen Ferntelefonnetzes ab 1912 ermöglichte, sondern auch die Basis für zahlreiche zukünftige Erfindungen war, die elektrische Signale verstärken sollten.

## Leben
Robert war der Sohn des 1877 geadelten Leopold von Lieben, Präsident der Wiener Börsenkammer und der Anna von Lieben aus der Familie der Freiherren von Todesco. Er wuchs in der Oppolzergasse 6 in Wien auf, besuchte das Akademische Gymnasium, dann eine Realschule auf der Schottenbastei in Wien, ohne jedoch mit der Matura abzuschließen. 
Dank wohlhabender Eltern konnte er seinen wissenschaftlichen Neigungen nachgehen, zum Beispiel richtete er in der väterlichen Villa in der Hinterbrühl die elektrische Beleuchtung ein.
Nach der Schule ging er als Volontär zu Schuckert & Co. in Nürnberg. Danach meldete er sich freiwillig beim Militär, erlitt jedoch nach wenigen Wochen einen Reitunfall, von dem er sich nie mehr ganz erholte. Nach einer Zeit als Gasthörer an der Universität Wien ging er 1899 für ein Jahr an das von Walther Hermann Nernst geleitete Institut für Physikalische Chemie der Universität Göttingen, wo er allerdings keinen Studienabschluss erreichte. Wieder zurück in Wien, richtete er sich ein Labor ein. 1904 kaufte er eine Telefonfabrik in Olmütz, die er jedoch bald wieder verkaufte.

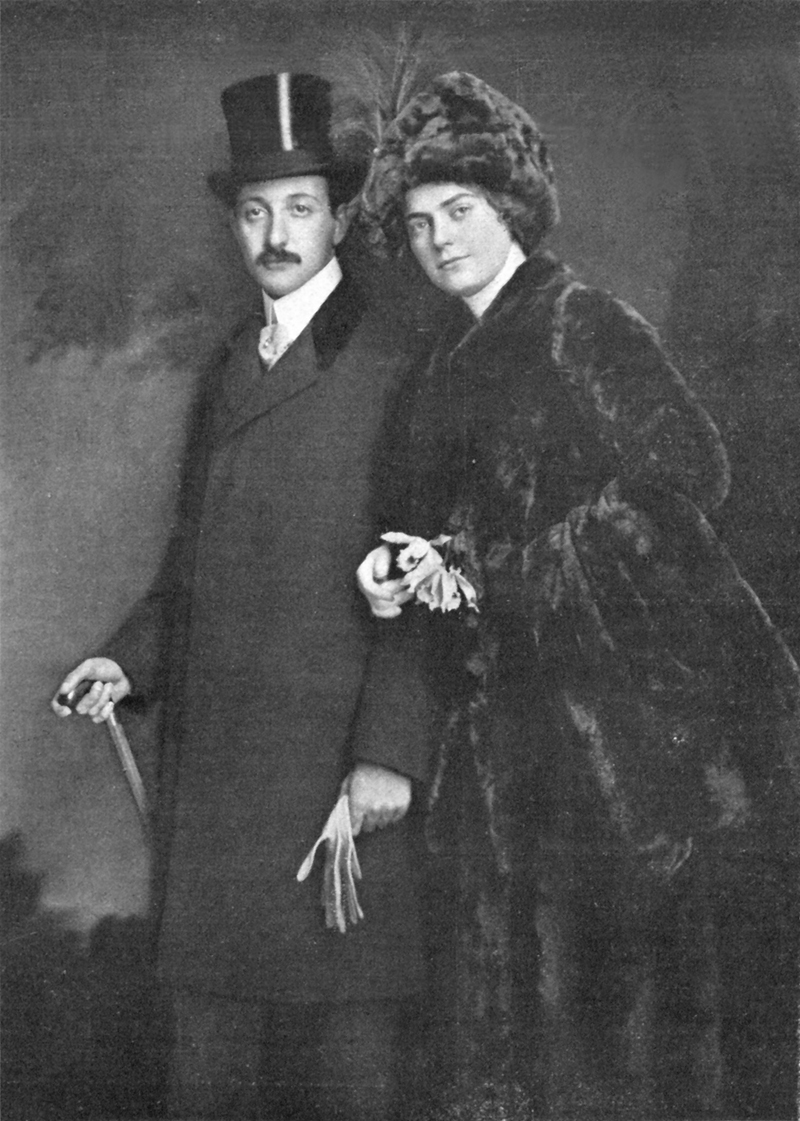
Robert von Lieben und seine Gattin Anny Schindler, 1911

Sein erstes Patent meldete von Lieben 1906 an. Das „Kathodenstrahlrelais“ ermöglichte erstmals die Verstärkung von elektrischen Signalen wie z. B. Tonfrequenzen auf einer Leitung. Im selben Jahr meldete der US-amerikanische Erfinder Lee de Forest eine ähnliche Erfindung zum Patent an – die Audion-Röhre, heute als Triode bekannt. Nach einem Zusatzpatent zur Verbesserung seiner Erfindung, griff von Lieben in seinem dritten Patent von 1910 schließlich de Forests Triode auf, um mit ihr weitere Verbesserungen zu verwirklichen, die ihm mit seiner eigenen Erfindung nicht gelangen. Dass von Lieben de Forests Patent zur Verbesserung seiner eigenen Erfindung verwenden konnte, lag daran, dass de Forest nur Patentansprüche auf die Schaltung als Audion erhoben hatte, was von Lieben ausnutzte. Dass sich die Erfindungen der beiden, die mit der Verstärkung von übertragenen Signalen scheinbar dasselbe Ziel hatten, überhaupt nennenswert unterschieden und daher im Patenttext auch andere Patent-Ansprüche aufwiesen, lag wiederum daran, dass Lieben mehr die Verstärkerwirkung für den Telefonverkehr im Sinn hatte, während de Forest sich mit der drahtlosen Telegrafie und damit verbunden mit der Verbesserung der Empfindlichkeit des Funkempfanges beschäftigte. Das führte zu einem jahrelangen Rechtsstreit. 
1911 heiratete von Lieben Anny Schindler, Schauspielerin am Wiener Burgtheater. 1913 starb Robert von Lieben im Alter von 34 Jahren nach schwerer Krankheit. Er ruht auf dem Döblinger Friedhof in Wien. 1928 wurde die Liebenstraße in Wien-Meidling nach dem Erfinder benannt und auch in Biedermannsdorf gibt es eine Robert von Lieben-Straße. Eine Robert-Lieben-Straße findet man zudem auch in Amstetten.

## Erfindungen

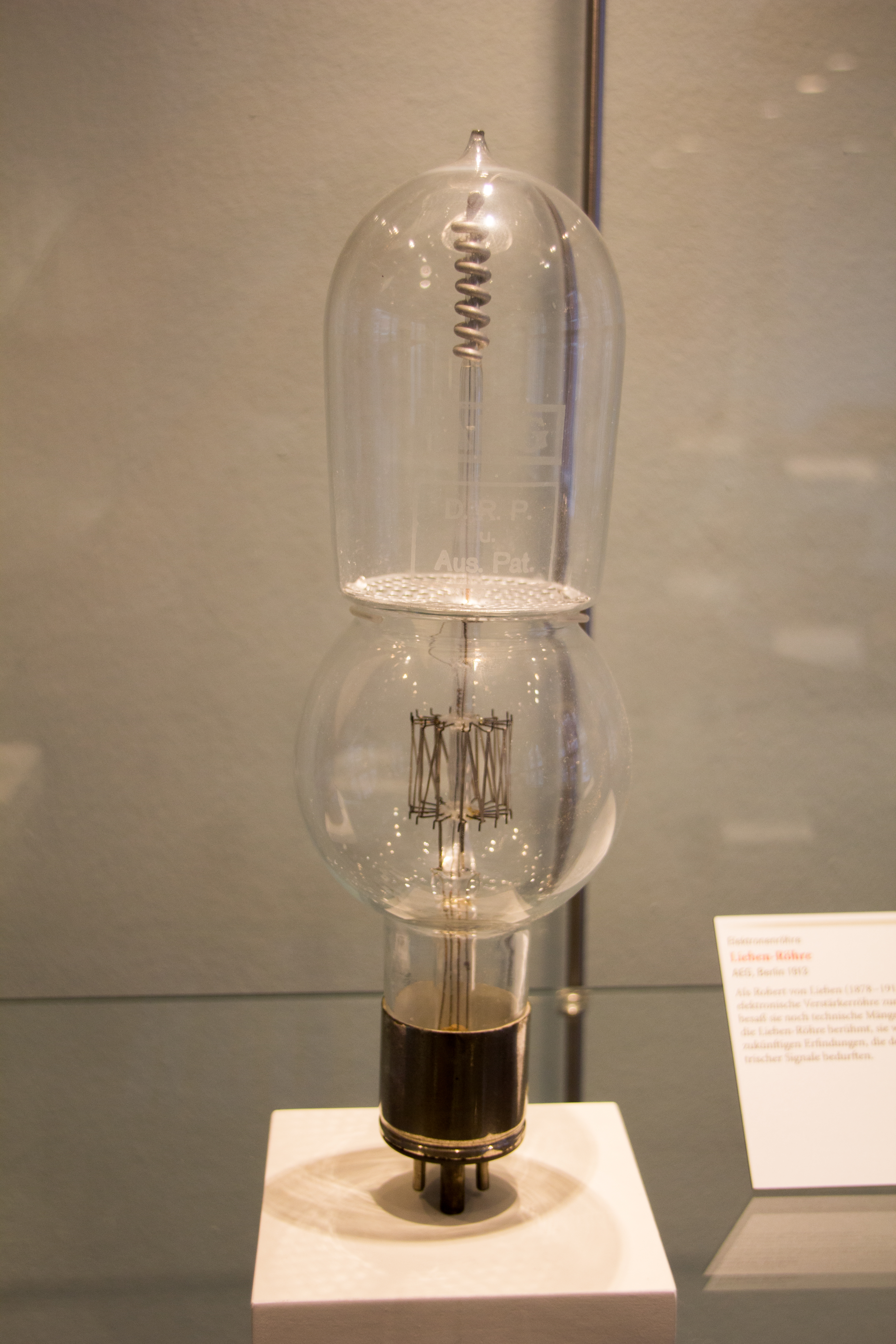
Lieben-Röhre (AEG, Berlin, 1913) im Deutschen Technikmuseum

Die Befassung mit der Erfindung eines elektrochemischen Phonographen und mit der Polarisation von Röntgenstrahlen (1903) sowie der Ankauf einer Telefonfabrik im Jahre 1904 veranlassten ihn, sich mit dem damals noch ungelösten Problem der Verstärkung der übertragenen Signale auseinanderzusetzen. Das führte am 4. März 1906 zur Anmeldung seines ersten und zugleich bedeutendsten Patents, des Kathodenstrahlrelais – ein Telefonverstärker („Telefonrelais“), der aufgrund der Steuerung eines Kathodenstrahls (Elektronenstrahl) durch ein Magnetfeld funktioniert. Im Patenttext beschreibt er, wie „mittels Stromschwankungen kleiner Energie solche von größerer Energie“ ausgelöst werden, „wobei Frequenz und Kurvenform der ausgelösten Stromschwankungen denen der auslösenden entsprechen. [...] Insbesondere für manche Probleme der Telephonie (Übertragung der Sprache auf große Entfernungen, Kabeltelephonie, drahtlose Telephonie, Verstärkung der Sprach- und Musikübertragung usw.) kann die Anwendung dieses Relais von Vorteil sein. Um diesen Zweck zu erreichen, wird die von Wehnelt gefundene Eigenschaft glühender Metalloxyde benutzt, im Vakuum als Kathoden bei verhältnismäßig niedrigen Potentialen (etwa 200 Volt) Kathodenstrahlen zu emittieren.“
Am 30. März 1910 meldete von Lieben gemeinsam mit Eugen Reisz und Sigmund Strauß ein Patent für ein „Relais für undulierende Ströme“ an. Das stellte im Wesentlichen eine Verbesserung des ersten Patents dar. Mögliche Anwendungsgebiete für dieses Relais sah die Patentschrift „als Lautverstärker, als Relais in der Draht- und Kabeltelegraphie bei Nah- und Fernverkehr sowie bei der Wellentelegraphie und Telephonie, ferner als Hilfsapparat für das Telegraphon und für die elektrische Bildübertragung usw.“
Am 7. Dezember 1910 reichte er sein drittes Patent, das so genannte „Gitterpatent“, ein – erneut gemeinsam mit Reisz und Strauß. Es war ein weiteres Zusatzpatent, das eine bessere proportionale Verstärkung ermöglicht. Da seine Versuche mit seinem Kathodenstrahlrelais erfolglos blieben, griff er die Erfindung Lee de Forests auf, der 1906 seine dem Kathodenstrahlrelais vergleichbare Audion-Röhre, heute Triode genannt, erfand. Auf dieser Triode aufbauend, die sich vom Kathodenstrahlrelais durch eine zusätzliche, gitterartig ausgebreitete, Hilfselektrode unterschied, konnte er eine proportionale Verstärkung erreichen, was de Forest bis dahin noch nicht gelungen war. Dieser Vorteil gegenüber der Forest'schen Röhre führte letztlich auch dazu, dass sich Telefunken für die Lieben'sche Röhre entschied, seine Patente aufkaufte und den weiteren Ausbau übernahm.
Diese Triode, die von Lieben verbesserte, wies jedoch noch ein Problem auf: Die Quecksilberdampf-Restgase führten zu störenden Ionisationseffekten. Das Hochvakuum konnte technologisch erst 1913 beherrscht werden. Durch weitere Versuche an der Liebenröhre hatte man in Deutschland vorerst den Anschluss an die Hochvakuum-Technologie verpasst, doch schon die ersten Nachfolgeröhren waren vom Aufbau her nur noch den amerikanischen Röhren nachempfunden. Ab 1914/15 konnte man das Hochvakuum auch in Deutschland beherrschen.
Am 13. Juli 1911 folgte schließlich Liebens viertes Patent – wiederum gemeinsam mit Reiß und Strauß. Es sollte die Lebensdauer, Gleichmäßigkeit und Wirtschaftlichkeit seines Relais erhöhen.

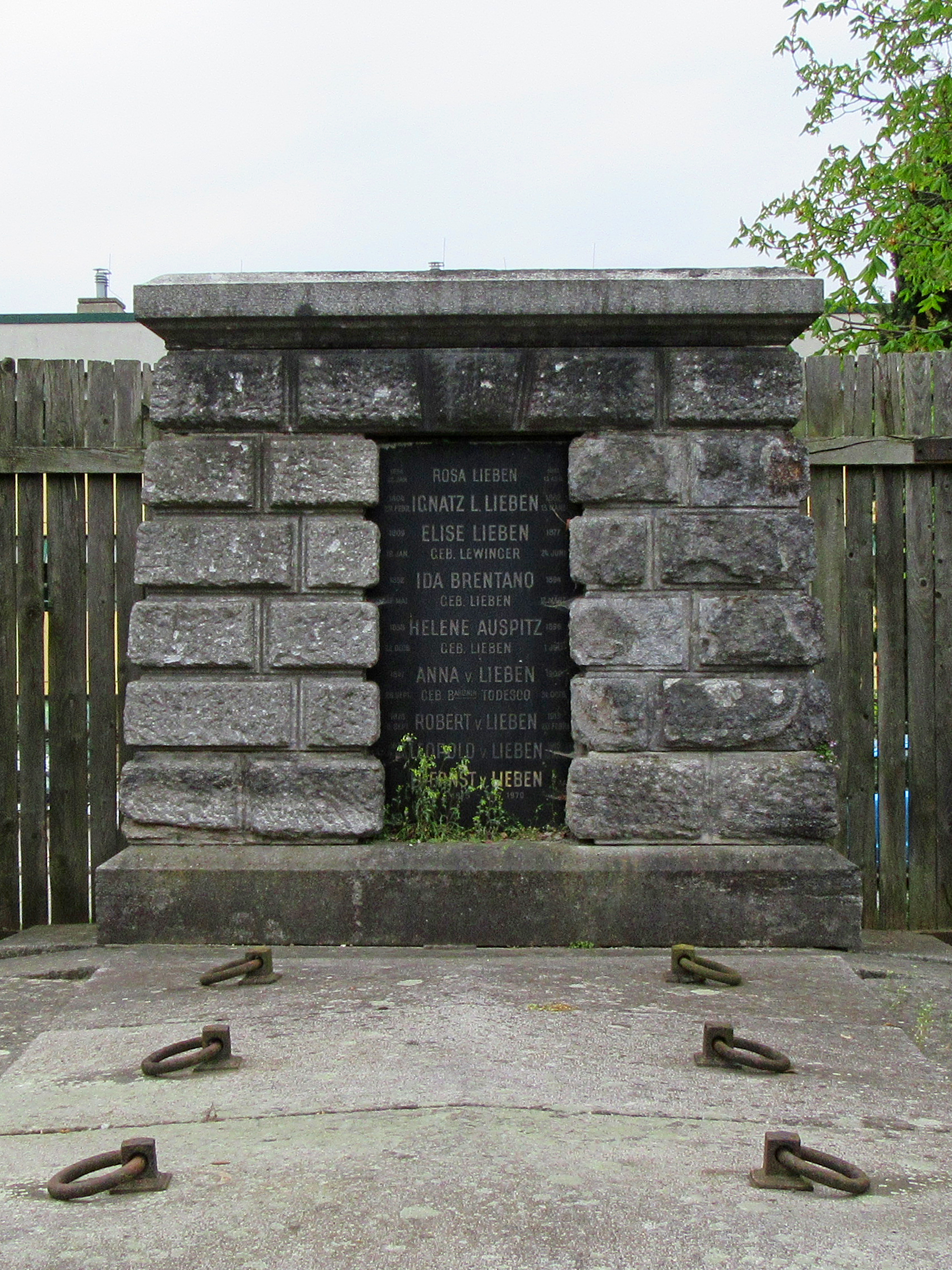
Grab von Robert von Lieben auf dem Döblinger Friedhof